# Къспикеси
Къспикеси или Къспекеси, Кьоспекли, Копеки (на гръцки: Σκούταρι, Скутари, до 1927 Κιοπεκή, Кьопеки) е село в Гърция, дем Сяр, област Централна Македония с 2614 жители, според преброяването от 2001 година.

## География
Селото е разположено в Сярското поле на 9 километра южно град Сяр (Серес).

## История

### Етимология
Според Йордан Н. Иванов името е от турското kız, момиче и реçе, було с прогресивна асимилация к – ч > к – к.

### В Османската империя
През XIX век и началото на XX век Къспикеси е чисто българско селище, числящо се към Сярската каза на Османската империя. В „Етнография на вилаетите Адрианопол, Монастир и Салоника“, отразяваща статистика от 1873 година, Кис Пикеси (Kis-pikessï) има 38 домакинства със 132 жители българи. Гръцка статистика от 1886 година показва Киз Пикеси (Κιζ Πικεσί) като село с 65 християни.
В 1891 година Георги Стрезов определя селото като част от Сармусакликол и пише:
| „ | Къз пикеси, на З от Сал махала, чифлик от Тахир бея. Същото състояние като в Ени махала, къщи 20; българе 100 души. | “ |

Според статистиката на Васил Кънчов („Македония. Етнография и статистика“) от 1900 година Къс Пикеси брои 270 жители българи-християни.
В първото десетилетие на XX век населението на селото е в лоното на Цариградската патриаршия. По данни на секретаря на Българската екзархия Димитър Мишев („La Macédoine et sa Population Chrétienne“) в 1905 година населението на Киз Пикеси (Kiz-Pikessi) се състои от 240 българи патриаршисти гъркомани и 24 цигани. Гръцка статистика от 1908 година показва Кис Пикеси (Κις Πεκεσί) като екзархийско – „250 православни гърци под българския терор“.

### В Гърция
През Балканската война в 1912 година селото е освободено от части на българската армия, но след Междусъюзническата война остава в Гърция. През 20-те години в Къспикеси са заселени гърци бежанци от останалото в България село Скутари (днес Щит), на чието име в 1927 година е прекръстено селото. Според преброяването от 1928 година Копеки е смесено местно-бежанско село с 291 бежански семейства и 1125 души бежанци.
Църквата в селото е „Успение Богородично“.
| Име               | Име        | Ново име   | Ново име    | Описание                                               |
| ----------------- | ---------- | ---------- | ----------- | ------------------------------------------------------ |
| Баркуш или Байкуш | Μπαϊκούς   | Мегалопули | Μεγαλοπούλι | местност на ССИ от Къспикеси, по десния бряг на Белица |
| Бин гьол          | Μπίν Γκιόλ | Лимнулес   | Λιμνούλες   | местност на ССЗ от Къспикеси, по десния бряг на Белица |
| Кара Орман        | Καρά Όρμάν | Мавро Дасо | Μαύρο Δάσο  |                                                        |

Преброявания
- 1928 – 1466 жители
- 1940 – 1794 жители
- 1951 – 1921 жители
- 1961 – 2167 жители
- 1971 – 2171 жители
- 1981 – 2337 жители
- 1991 – 2386 жители
- 2001 – 2614 жители[4]